# صموئيل باتلر
صموئيل باتلر (بالإنجليزية: Samuel Butler)‏ (و. 1612 – 1680 م) هو شاعر، وكاتب، من المملكة المتحدة، توفي في لندن، عن عمر يناهز 68 عاماً.

## روابط خارجية
- صموئيل باتلر على موقع الموسوعة البريطانية (الإنجليزية)
- صموئيل باتلر على موقع إن إن دي بي (الإنجليزية)